# Сикоку (порода собак)
Сикоку, или коти-ину, или коти-кэн (яп. 四国犬 сикоку-кэн) — порода охотничьих собак, одна из шести в регистре японской кинологической организации по защите и сохранению исконно японских пород — Нихонкэн Ходзонкай (Nippo), достаточно редкая на родине и малоизвестная за её пределами. Выведена в Средние века для охоты на оленей и кабанов в гористой местности. Почти дикого и свирепого вида сикоку внешне напоминает волка, обладая такими же плавными и быстрыми движениями, а превосходная прыгучесть даёт возможность этой собаке прекрасно передвигаться по горам.

## История породы
Порода была сохранена и взята под охрану за отличные рабочие качества в охоте главным образом на дикого кабана в горах префектуры Коти на Сикоку — самом маленьком из четырёх основных островов Японии. В древние времена имела название тоса-ину, но во избежание путаницы с внешне кардинально отличающейся одноимённой бойцовой породой, сегодня называется сикоку.
В прошлом эти собаки жили среди японских охотников матаги в западной и северной частях Сикоку. Крутой горный рельеф делал эти районы труднодоступными и ограничивал возможность скрещивания, в результате чего появились различные линии разведения, названные по местностям — Ава, Хата и Хонгава, сохранившая наивысшую степень чистоты. Все они различались по типу кунжутного окраса шерсти. Породные особенности сикоку, наравне с кисю, легли в основу стандарта Nippo.
После Первой мировой войны и с началом периода Сёва, вследствие экономического упадка в стране обычная до той поры практика содержания собак стала более редкой. В 1937 году Nippo удалось добиться признания породы памятником природы Японии. Когда удалённые районы стали более доступными, явные различия между линиями из-за их скрещивания стёрлись. В дальнейшем трудности военного периода, отсутствие качественных образцов для разведения и примесь других пород стали причиной исчезновения линии Ава.
Характерными особенностями линии Хата являлись тяжёлое коренастое телосложение, густой обильный шёрстный покров, более широкий череп и небольшие уши. Собаки линии Хонгава отличались стройным изящным телосложением, лёгким плавным движением, длинными сильными конечностями с хорошими углами сочленений, постановкой ушей и правильным цветом глаз. Их шерсть была густой и погодостойкой, но подшёрсток менее качественным, чем в линии Хата. В итоге именно Хонгава-сикоку оказали наибольшее влияние на развитие породы. Основой для формирования облика современных сикоку стали родившийся в 1934 году кобель по кличке Гомаго линии Хата, признанный лучшим на выставке 1940 года, и три собаки линии Хонгава — сука Тёсюнго 1934 года рождения, победитель выставки 1941 года, а также участники выставки 1939 года — Кюсюго и Кумаго.
В 1982 году порода была признана Международной кинологической федерацией и отнесена к группе шпицев и пород примитивного типа, к подгруппе азиатских шпицев и близких пород. Даже в Японии порода считается достаточно редкой, ежегодно регистрируется порядка 300—400 собак, а общее поголовье в стране составляет от пяти до семи тысяч особей.

## Внешний вид

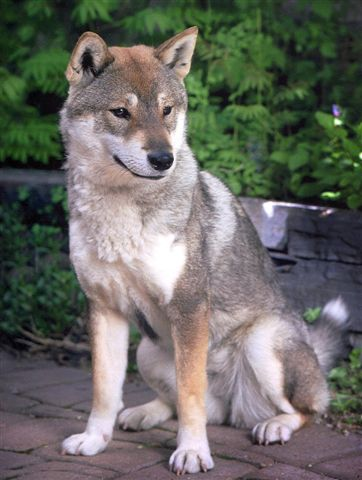

Пропорционально сложенная собака среднего размера с крепким костяком и хорошо развитой мускулатурой. Отношение высоты в холке к длине тела — 10/11.
Голова с широким лбом, переход ото лба к морде слабо выраженный, но отчётливый; морда довольно длинная, клиновидная, спинка носа прямая, нос чёрный, скулы хорошо выражены. Зубы крепкие, прикус ножницеобразный. Глаза относительно небольшие, треугольной формы, широко расставленные, тёмно-коричневого цвета, внешние уголки немного приподняты. Уши маленькие, треугольные, заострённые, слегка наклонены вперёд.
Шея толстая и мощная, холка высокая, ярко выражена и хорошо развита. Спина сильная и прямая, поясница широкая и мускулистая. Грудь глубокая, рёбра умеренно изогнуты, живот подобран. Хвост высоко посажен, изогнут серпом или свёрнут в кольцо над спиной, в опущенном состоянии по длине достигает скакательных суставов.
Передние конечности прямые, с развитыми мышцами, локти плотно прижаты к туловищу, лопатки умеренно наклонены, предплечья прямые, пясти немного наклонные. Задние конечности мощные, также с развитой мускулатурой, скакательные суставы очень сильные. Лапы с плотно сжатыми сводистыми пальцами, подушечки жёсткие и упругие, когти крепкие, чёрного или тёмного цвета.
Шёрстный покров двойной, остевой волос довольно жёсткий и прямой, на хвосте немного длиннее, подшёрсток мягкий и густой. Окрас сезамовый, рыжий, чёрный или коричневый. Сезамовый бывает трёх типов — с примерно равным соотношением чёрных и белых фрагментов волоса; чёрный сезамовый (с преобладанием чёрного цвета на волосе); рыжий сезамовый (с примесью чёрного цвета на основном рыжем волосе). Все сикоку должны иметь специфическую раскраску, называемую урадзиро (яп. 裏白), — шерсть белого или кремового цвета, покрывающую участки по бокам морды, на скулах, горле, внизу шеи и груди, на животе, внутренней поверхности конечностей, нижней части хвоста.
Высота в холке кобелей — 52 см, сук — 49 см, допустимы отклонения в пределах 3 см в обе стороны. Вес — от 16 до 26 кг.

## Темперамент
Сикоку выносливы, энергичны и весьма настороженны, обладают прекрасными охотничьими качествами, требуют физической нагрузки на прогулке. Способны образовывать тесную связь с опытными владельцами. Они игривы и энергичны, очень умны, внимательны и способны к быстрому обучению, при этом наблюдают за хозяином и готовы работать. Собаки этой породы послушны и дружелюбны по отношению к людям, однако могут быть агрессивными по отношению к другим собакам, поэтому очень важна ранняя социализация. Сикоку не такие упрямые и независимые, как сибы, и с ними гораздо легче справиться.
Они больше других представителей японских пород стремятся угодить своему владельцу, при этом способные к независимому мышлению часто не слушают или игнорируют команды, особенно если обнаружили след. Сикоку могут быть неплохими сторожами, хотя по своей природе не являются охранными или защитными собаками. Они не должны бегать без привязи, для них нужна огороженная территория. Оставленная даже на несколько минут привязанной сикоку способна перегрызть поводок и отправиться на поиск хозяина.
Для определения индивидуальности сикоку и её выражения японцы используют три понятия: энергичное спокойствие (яп. 悍威 канъи), определяющееся как смелая дерзость в сочетании с бдительностью и острым чувством понимания происходящего; хороший характер (яп. 良性 рё:сэй), в буквальном смысле означающий добродушие, хороший нрав, подразумевающий послушание, верность и преданность хозяину; и безыскусность (яп. 素朴 собоку), олицетворяющая простодушие — естественные по своей природе искренность и бесхитростность.

## Здоровье

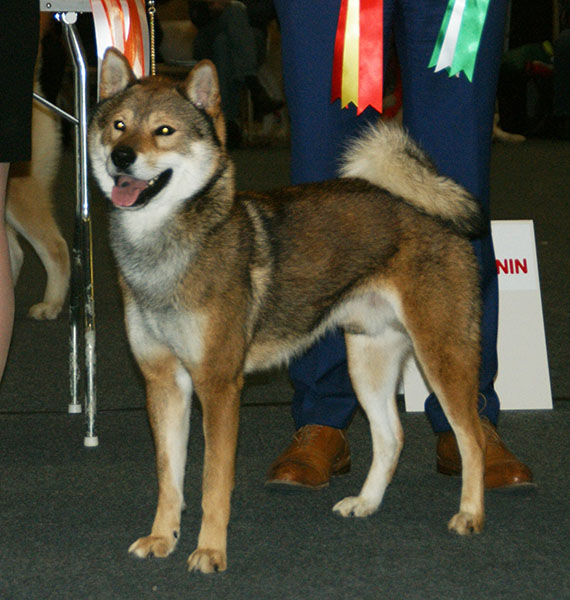

Сикоку относится к здоровым породам, поскольку эволюционировала путём естественного отбора, практически без вмешательства человека. Собаки этой породы не страдают известными врождёнными или наследственными заболеваниями, однако при неправильном обращении могут наблюдаться более распространенным проблемы со здоровьем, к числу которых можно отнести дисплазию тазобедренного сустава, дисплазию локтевого сустава, нарушения в работе сердца и пищеварительной системы. Максимально избежать их можно при правильном питании и достаточном количестве умственных и физических упражнений. Продолжительность жизни представителей этой породы составляет 10—12 лет.

## Содержание и уход
Сикоку подходят для содержания в городских условиях, они достаточно спокойно ведут себя в замкнутом пространстве. Нуждаются в длительных прогулках и физических нагрузках, поэтому могут стать прекрасными компаньонами для людей, проживающих за городом.
Уход за шерстью сводится к чистке и мытью. Собаки этой породы линяют один-два раза в год, обычно весной и осенью, при этом их подшёрсток выпадает клочьями и легко вычёсывается. Мыть сикоку нужно каждые три-четыре месяца или по мере загрязнения. Необходимо регулярно чистить уши, чтобы предотвратить накопление серы и грязи, которые могут привести к инфекции; обрезать или стачивать крепкие быстрорастущие когти во избежание разрастания, расщепления и растрескивания; а также чистить зубы. Кроме того, указанные процедуры дают прекрасную возможность установления хорошего контакта с собакой.

## Комментарии
1. ↑  Породу также называют микава-ину, однако существует малоизвестная японская порода с таким названием, выведенная в префектуре Токусима скрещиванием японских собак с короткошёрстными чау-чау; любителями породы и энтузиастами разработана отдельная программа по её защите и сохранению[1][4][5].
2. ↑  Примитивными называют собак, сформировавшихся в результате естественного отбора в условиях свободной жизни и сильно отличающихся от собак, выведенных человеком[12].
3. ↑  Национальным клубом собаководства (Japan Kennel Club) порода также отнесена к группе шпицев и пород примитивного типа[13].
4. ↑  Все эти черты должны обязательно присутствовать в индивидуальном характере японской собаки и входят в соответствующий стандарт, разработанный Nippo[17].